# Latający profesor
Latający profesor (oryg. The Absent-Minded Professor) – amerykańska komedia familijna z 1961 roku na podstawie opowiadania Samuela Taylora.

## Główne role
- Fred MacMurray – Prof. Ned Brainard
- Nancy Olson – Betsy Carlisle
- Keenan Wynn – Alonzo P. Hawk
- Tommy Kirk – Biff Hawk
- Leon Ames – Prezydent Rufus Daggett
- Elliott Reid – Prof. Shelby Ashton
- Edward Andrews – Sekretarz obrony
- David Lewis – Gen. Singer
- Jack Mullaney – Kapitan Air Force
- Belle Montrose – Pani Chatsworth
- Wally Brown – Trener Elkins

## Nagrody i nominacje
34. ceremonia wręczenia Oscarów
- Najlepsze zdjęcia (film czarno-biały) – Edward Colman (nominacja)
- Najlepsza scenografia i dekoracje wnętrz (film czarno-biały) – Carroll Clark, Emile Kuri, Hal Gausman (nominacja)
- Najlepsze efekty specjalne – Robert A. Mattey, Eustace Lycett (nominacja)

19. ceremonia wręczenia Złotych Globów
- Najlepszy aktor w komedii/musicalu – Fred MacMurray (nominacja)